# Dzięgiele (Gołdap)
Dzięgiele (deutsch Dzingellen, 1938–1945 Widmannsdorf) ist ein Dorf in der polnischen Woiwodschaft Ermland-Masuren, das zur Stadt- und Landgemeinde Gołdap (Goldap) im Kreis Gołdap gehört.

## Geographische Lage
Dzięgiele liegt im Nordosten der Woiwodschaft Ermland-Masuren, elf Kilometer südöstlich der Kreisstadt Gołdap (Goldap) und östlich der Wzgórza Szeskie (Seesker Höhe).

## Geschichte
Das weit gestreute Dorf Dzingellen wurde um 1565 gegründet und erhielt im Laufe der Jahre Namensformen wie Cschingillen (nach 1581), Dziengellen (nach 1785) und Dziengallen (vor 1900). Im Jahr 1874 wurde der Ort in den neu errichteten Amtsbezirk Gurnen (polnisch: Górne) eingegliedert, der bis 1945 bestand und zum Kreis Goldap im Regierungsbezirk Gumbinnen der preußischen Provinz Ostpreußen gehörte.
Die Zahl der Einwohner Dzingellens belief sich im Jahr 1910 auf 257. Sie stieg bis 1933 auf 270 und betrug 1939 272.
Am 3. Juni (amtlich bestätigt am 16. Juli) des Jahres 1938 erhielt Dzingellen im Zuge der nationalsozialistischen Umbenennungsaktion den Namen Widmannsdorf. 1945 kam das Dorf in Kriegsfolge mit dem südlichen Ostpreußen zu Polen und erhielt die polnische Namensform Dzięgiele. Heute ist der Ort Sitz eines Schulzenamtes (polnisch: Sołectwo) und ein Ortsteil der Stadt- und Landgemeinde Gołdap im Powiat Gołdapski. Bis 1998 gehörte der Ort zur Woiwodschaft Suwałki, seither zur Woiwodschaft Ermland-Masuren.

## Religionen
Aufgrund der mehrheitlich evangelischen Bevölkerung Dzingellens war der Ort bis 1945 in das Kirchspiel der Kirche Gurnen eingepfarrt, die zum Kirchenkreis Goldap in der Kirchenprovinz Ostpreußen der Evangelischen Kirche der Altpreußischen Union gehörte. Die wenigen Katholiken gehörten zur Pfarrkirche in Gołdap im Bistum Ermland.
Seit 1945 sind die überwiegend katholischen Einwohner Dzięgieles der neu errichteten Pfarrei in Górne zugeordnet, die zum Dekanat Gołdap im Bistum Ełk (Lyck) der Katholischen Kirche in Polen gehört. Hier lebende evangelische Kirchenglieder gehören zur Kirchengemeinde in Gołdap, einer Filialgemeinde der Pfarrei in Suwałki in der Diözese Masuren der Evangelisch-Augsburgischen Kirche in Polen.

## Verkehr
Dzięgiele liegt verkehrsgünstig nahe der polnischen Landesstraße 65 (einstige deutsche Reichsstraße 132). Innerorts endet eine aus der Woiwodschaft Podlachien von Mieruniszki (Mierunsken, 1938–1945 Merunen) und Garbas Drugi (Garbassen) über Babki (Babken, 1938–1945 Steinbrück) kommende Nebenstraße.
Bis 1993 war Pogorzel (Hegelingen, bis 1906 Pogorzellen) die nächste Bahnstation. Sie liegt an der Bahnstrecke Ełk–Tschernjachowsk, die nicht mehr für den Personenverkehr genutzt wird.